# Северин Гошчински
Северин Гошчински (на полски: Seweryn Goszczyński; 4 ноември 1801 – 25 февруари 1876) е полски революционер и писател.

## Биография
Северин Гошчински е роден в малкото градче Илинци, Подолие, в бедно семейство. През 1820 година пристига във Варшава, където става член от тайната организация Związek Wolnych Polaków. Участва активно в Ноемврийското въстание(29 ноември 1830 – 21 октомври 1831). След разгрома му се установява в Галиция. През 1838 година емигрира във Франция. Там той влиза в кръга на Анджей Товянски, един от видните представители на полския месианизъм. Умира в град Лвов, където е и погребан.

## Творчество
- Zamek kaniowski[1] (поетична повест, 1828 г.)
- Pobudka (стихосбирка, 1831 г.)
- Dziennik podróży do Tatrów (1832 г.)
- Sobótka (поема, 1834 г.)

- Król zamczyska (повест, 1842 г.)
- Noc belwederska (мемоари, 1869 г.)
- Podróż mojego życia (мемоари, 1924 г.)

### Преводи
- Pieśni Osjana (автор Джеймс Макферсън, 1838 г.)